# Abkommen zur Regelung der Vormundschaft über Minderjährige
Das Abkommen zur Regelung der Vormundschaft über Minderjährige vom 12. Juni 1902 wurde auf der Haager Konferenz für Internationales Privatrecht beschlossen und am 1. Juni 1904 von Deutschland ratifiziert (Reichsgesetzblatt, Band 1904, Nr. 27, Seite 240–249). Es trat am 30. Juli 1904 in Kraft. Die insgesamt dreizehn Artikel regeln die Vormundschaft für Minderjährige, die ihren gewöhnlichen Aufenthalt außerhalb ihres Herkunftslandes in einem anderen Vertragsstaat haben.
Artikel 1 lautet: „Die Vormundschaft über einen Minderjährigen bestimmt sich nach dem Gesetze des Staates, dem er angehört (Gesetz des Heimatstaats).“
Sollte das Herkunftsland keine gesetzlichen Regelungen für die Vormundschaft haben, so kann die Fürsorge von diplomatischen oder konsularischen Vertretern übernommen werden laut Artikel 2: „Sieht das Gesetz des Heimatstaats für den Fall, daß der Minderjährige seinen gewöhnlichen Aufenthalt im Auslande hat, die Anordnung einer Vormundschaft im Heimatlande nicht vor, so kann der von dem Heimatstaate des Minderjährigen ermächtigte diplomatische oder konsularische Vertreter gemäß dem Gesetze dieses Staates die Fürsorge übernehmen, sofern der Staat, in dessen Gebiete der Minderjährige seinen gewöhnlichen Aufenthalt hat, dem nicht widerspricht.“
In den Fällen, wo das nicht möglich ist, kann laut Artikel 3 „... für die Anordnung und die Führung der Vormundschaft über einen Minderjährigen, der seinen gewöhnlichen Aufenthalt im Auslande hat, das Gesetz des Aufenthaltsorts maßgebend.“ Nach Artikel 4 kann später „gleichwohl eine neue Vormundschaft auf Grund des Artikel 1 oder des Artikel 2 angeordnet werden.“
In der „Bekanntmachung über die Wiederanwendung des Abkommens der Vormundschaft über Minderjährige im Verhältnis zu Luxemburg“ vom 19. April 1955 wurde festgestellt, dass das Abkommen nunmehr auch wieder zwischen der Bundesrepublik und Luxemburg gilt.
Abgelöst wurde das Abkommen in Deutschland durch das Übereinkommen über die Zuständigkeit der Behörden und das anzuwendende Recht auf dem Gebiet des Schutzes von Minderjährigen von 1961. 1970 wurde das „Gesetz zu dem Haager Übereinkommen vom 5. Oktober 1961 über die Zuständigkeit der Behörden und das anzuwendende Recht auf dem Gebiet des Schutzes von Minderjährigen“ in Deutschland beschlossen.
Seit 2011 gilt für Deutschland und andere Vertragsstaaten das Haager Übereinkommen über den Schutz von Kindern. 